# Tommy Jansson
Per Tommy Jansson (ur. 2 października 1952 w Eskilstunie, zm. 20 maja 1976 w Sztokholmie) – szwedzki żużlowiec.
Czterokrotny finalista IMŚ, w tym dwa razy był rezerwowym. Cztery razy był w finałach DMŚ - 2 srebro i raz brąz. Dwukrotny mistrz świata w kategorii par. Pięć razy zakwalifikował się do finałów IM Szwecji - wygrał mistrzostwo w roku 1974. Dwukrotny finalista MIM Szwecji - wygrał w roku 1970.
Zginął tragicznie podczas kwalifikacji do mistrzostw świata w 1976 roku w Sztokholmie. Uderzył w ostrą, górną część ogrodzenia, które przecięło tętnicę szyjną.
Jego brat, Bo Jansson, również był żużlowcem.

## Osiągnięcia
Indywidualne Mistrzostwa Świata
- 1971 -  Göteborg - 14. miejsce - 1 pkt → wyniki
- 1973 -  Chorzów - jako rezerwowy - 0 pkt → wyniki
- 1974 -  Göteborg - jako rezerwowy - 3 pkt → wyniki
- 1975 -  Londyn - 9. miejsce - 7 pkt → wyniki

Drużynowe Mistrzostwa Świata
- 1972 -  Olching - 4. miejsce - 4 pkt → wyniki
- 1973 -  Londyn - 2. miejsce - 5 pkt → wyniki
- 1974 -  Chorzów - 2. miejsce - 7 pkt → wyniki
- 1975 -  Norden - 3. miejsce - 4 pkt → wyniki

Mistrzostwa Świata Par
- 1973 -  Borås - 1. miejsce - 9 pkt → wyniki
- 1975 -  Wrocław - 1. miejsce - 7 pkt → wyniki

Indywidualne Mistrzostwa Szwecji
- 1971 - Sztokholm - 14. miejsce - 3 pkt → wyniki
- 1972 - Borås - 4. miejsce - 12 pkt → wyniki
- 1973 - Göteborg - 3. miejsce - 11 pkt → wyniki
- 1974 - Eskilstuna - 1. miejsce - 15 pkt → wyniki
- 1975 - Göteborg - 3. miejsce - 13 pkt → wyniki

Młodzieżowe Indywidualne Mistrzostwa Szwecji
- 1969 - Eskilstuna - 4. miejsce - 10 pkt → wyniki
- 1970 - Avesta - 1. miejsce - 15 pkt → wyniki